# Château de Bywell
Le château de Bywell est situé dans le village de Bywell, surplombant la rivière Tyne, à six kilomètres à l'est de Corbridge, dans le Northumberland, en Angleterre. Il s'agit d'un bâtiment classé Grade I et d'un monument ancien classé.

## Histoire
Il est construit en 1430 par la famille Neville (les Comte de Westmorland) mais n'est jamais achevé. Il reste l'impressionnante guérite de trois étages, ainsi qu'une partie d'un mur-rideau dans lequel a été incorporée une maison beaucoup plus tardive (classée Grade II).
Le roi Henri VI s'est réfugié au château de Bywell après la Bataille de Hexham en 1464.
Le château est une propriété privée et n'est normalement pas ouvert aux visiteurs. C'est le siège des vicomtes Allendale.
Le château de Bywell a donné son nom à un navire qui a percuté le Princess Alice sur la Tamise en septembre 1878, le coulant en quelques minutes. Le nombre de morts dans la catastrophe n'est pas clair, mais les estimations varient entre 590 et 640.